# Coppa Italia di Serie B (pallavolo femminile)
La Coppa Italia di Serie B di pallavolo femminile è stata un trofeo organizzato dalla FIPAV e dalla Lega Nazionale Pallavolo riservato alle squadre iscritte ai campionati di Serie B.
Dalla stagione 2008-2009 si svolgono due competizioni parallele relative alla Serie B1 e alla Serie B2.

## Albo d'oro
| Edizione                                                               | Edizione    | Podio              | Podio     | Podio               |
| Anno                                                                   | Sede Finale | Campione           | Risultato | Finalista           |
| ---------------------------------------------------------------------- | ----------- | ------------------ | --------- | ------------------- |
| Dal 1982 al 1997 la competizione è denominata Coppa di lega di Serie B |             |                    |           |                     |
| 1982-83 Dettagli                                                       |             | Castelvetrano      |           |                     |
| 1983-84 Dettagli                                                       |             | Junior Casale      |           | Giannino Pieralisi  |
| 1984-85 Dettagli                                                       |             | Matera             |           |                     |
| 1985-86 Dettagli                                                       |             | Tor Sapienza       |           |                     |
| 1986-87 Dettagli                                                       |             | Pinerolo           |           |                     |
| 1987-88 Dettagli                                                       |             | Pallavolo Crema    |           |                     |
| 1988-89 Dettagli                                                       |             | Spes Conegliano    |           |                     |
| 1989-90 Dettagli                                                       |             | Isorella Calvisano |           |                     |
| 1990-91 Dettagli                                                       |             | Galluzzo           |           |                     |
| 1991-92 Dettagli                                                       |             | Bergamo            |           |                     |
| 1992-93 Dettagli                                                       |             | Bergamo            |           |                     |
| 1993-94 Dettagli                                                       |             | Conero             |           |                     |
| 1994-95 Dettagli                                                       |             | Centro Ester       |           |                     |
| 1995-96 Dettagli                                                       |             | Centro Ester       |           |                     |
| 1996-97 Dettagli                                                       |             | Libertas Forlì     |           |                     |
| Dal 1997 la competizione è denominata Coppa Italia di Serie B          |             |                    |           |                     |
| 1997-98 Dettagli                                                       |             | Tortoreto          |           |                     |
| 1998-99 Dettagli                                                       |             | Cecina             |           |                     |
| 1999-00 Dettagli                                                       |             | Solierese          |           |                     |
| 2000-01 Dettagli                                                       |             | Cavazzale          |           |                     |
| 2001-02 Dettagli                                                       |             | Sacrata            |           |                     |
| 2002-03 Dettagli                                                       |             | Lodi               |           |                     |
| 2003-04 Dettagli                                                       |             | Roma               |           |                     |
| 2004-05 Dettagli                                                       | Conegliano  | Spes Conegliano    |           |                     |
| 2005-06 Dettagli                                                       | Matera      | Spes Matera        | 3 - 1     | Junior Casale       |
| 2006-07 Dettagli                                                       | Alessandria | Junior Casale      | 3 - 2     | Ostiano             |
| 2007-08 Dettagli                                                       | Benevento   | Reggio Emilia      | 3 - 1     | Accademia Benevento |